# Louis Préseau d'Hujemont
Louis Préseau d'Hujemont,  né le 11 novembre 1770 à Dompierre (Généralité de Valenciennes) et mort le 12 juin 1842 à Cambrai (Nord) est un officier et  homme politique français.

## Biographie
Il nait au château d'Hugémont, à Dompierre sur Helpe, fils de Jacques de Préseau, écuyer, seigneur d'Hugémont, Dompierre, capitaine au régiment de la Tour du Pin, mestre de camp de cavalerie, chevalier de Saint-Louis, et de Marie Catherine Angélique de Colnet. 
En 1789, son père est élu député suppléant de la Noblesse du Bailliage d'Avesnes sur Helpe aux états-généraux, mais ne siège pas à ces états-généraux et n'émigre pas à la Révolution. 
La famille de sa mère exploite à Fourmies, la verrerie de Montplaisir.
Quand la Révolution éclate, il sert comme officier dans un régiment de dragons.
Propriétaire, conseiller général du Nord, il est élu le 13 novembre 1822 député du 5e collège électoral du Nord (Avesnes).
Il refuse de voter la loi de septennalité, et rentre dans la vie privée à la dissolution de la Chambre, le 24 décembre 1823.

### Distinctions
- Chevalier de l'ordre royal et militaire de Saint-Louis
- Chevalier de la Légion d'honneur (décret du 12 décembre 1827)[3].

### Mariage et descendance
Il épouse en 1800 Aldegonde Van Voorst tot Voorst. Elle est originaire de Barloo, dans le Limbourg, dans les actuels Pays-Bas. Dont deux filles :
- Marie Antoinette Adélaïde de Préseau (1801-1821), mariée en 1820 avec Charles Auguste de Colnet (1784-1867), dont postérité ;
- Marie-Françoise de Préseau (1804-1885), mariée en 1832 avec le baron Gustave d'Erp (1803-1859). Dont postérité[4].

## Sources
« Louis Préseau d'Hujemont », dans Adolphe Robert et Gaston Cougny, Dictionnaire des parlementaires français, Edgar Bourloton, 1889-1891 [détail de l’édition]